# Dílčí povodí
Dílčí povodí je pojem používaný v plánování v oblasti vod pro část povodí definovanou v České republice § 2 zákona č. 254/2001 Sb. o vodách a o změně některých zákonů (vodní zákon), jako „území, ze kterého veškerý povrchový odtok odtéká sítí vodních toků a případně i jezer do určitého místa vodního toku (obvykle jezero nebo soutok řek)“.
V rámci procesu tvorby plánů povodí se v České republice zpracovávají Plány dílčích povodí pro 10 dílčích povodí. Jejich zpracovateli jsou správci povodí ve spolupráci s krajskými úřady a ústředními vodoprávními orgány. Dílčími povodími jsou:
- dílčí povodí Berounky
- dílčí povodí Dolní Vltavy
- dílčí povodí Dyje
- dílčí povodí Horní Odry
- dílčí povodí Horní Vltavy
- dílčí povodí Horního a Středního Labe
- dílčí povodí Lužické Nisy a ostatních přítoků Odry
- dílčí povodí Moravy a přítoků Váhu
- dílčí povodí Ohře, Dolního Labe a ostatních přítoků Labe
- dílčí povodí ostatních přítoků Dunaje